# Cine GPS
El Cine GPS es una nueva forma de ver una película que se basa en la ubicación del espectador y que ha sido catalogada como el "cine móvil basado en la ubicación". El sistema es una nueva obra de arte multimedia creada por Scott Hessels en 2008 y se presenta como una aplicación de código abierto que se ejecuta en cualquier teléfono móvil o PDA con GPS habilitado. Supone la invención de una nueva forma de experimentar la visualización de películas utilizando el lugar y el movimiento del espectador para revelar la historia.
Este proyecto combina la programación de dispositivos, la programación de aplicaciones y contenido cinematográfico. Y la parte innovadora sobre las películas GPS es que revoluciona la forma clásica de mirar películas. Se debe al hecho de que se debe viajar al lugar exacto donde se grabó la escena o donde se suponía que se estaba llevando a cabo para poder ver esa parte de la película. Entonces, a medida que el espectador viaja caminando, en autobús o en taxi, la película se desarrolla al pasar por diferentes áreas.

## Software
El software de este proyecto fue creado por el profesor Scott Hessels y la ayuda de dos estudiantes, Neha Chachra y Aswath Krishnan, que actualmente son estudiantes de cuarto año en NTU, y que trabajan en Google y Microsoft, respectivamente.
El sistema utiliza un PDA o teléfono móvil con GPS habilitado, el disco duro almacena la película y la programación requerida para seleccionar clips según la ubicación. El dispositivo reconoce la ubicación del visor contactando los satélites GPS y reproduce escenas vinculadas a esas coordenadas. La película se va reproduciendo a medida que el espectador recorre las zonas predefinidas y cambia cuando se ingresa una zona y se deja otra.
El sistema "GPS Film" se ocupa de "leer" la ubicación del espectador y reproduce escenas a medida que el espectador alcanza los lugares específicos. Además, el proyecto ha sido lanzado como un software de código abierto, lo que significa que la aplicación permite ingresar cualquier número de coordenadas de GPS para que un desarrollador pueda crear espacios de historias tan pequeños como parques o tan grandes como todo el planeta, y también permite combinar películas en cualquier lugar.

#### Una nueva manera de experimentar el cine
Al crear esta forma de "experiencia de visualización de películas" como una forma abierta y colaborativa, el artista y creador Scott Hessels espera que la idea comience a ser explorada tanto por los desarrolladores como por los cineastas. Y también permite a las personas que no tienen un gran presupuesto promocionar sus películas o series para difundir su trabajo de forma original y rápida. También cabe destacar, sobre esta forma de ver películas, que no te obliga a ver la historia en su orden original, así que la película resultante cambia con cada ruta, cada dirección, cada velocidad, y con cada distancia total, pero siempre con un tema consistente, con caracteres recurrentes y una narrativa global.

## Scott Hessels, el creador
Derwin Scott Hessels es un cineasta, escultor y artista de medios de comunicación estadounidense radicado en Hong Kong. Sus obras de arte abarcan diferentes medios, incluyendo cine, video, música, transmisión, impresión, escultura cinética y actuaciones. Sus películas se han exhibido internacionalmente y sus nuevas instalaciones de medios se han presentado en exposiciones de museos centradas en la tecnología, así como en las que presentan bellas artes, como su reciente serie de esculturas públicas "Sustainable Cinema" hechas a gran escala, que se expusieron en Ars Electronica, el Ford Presidential Museum, el Museo de Arte Contemporáneo de Taipéi y Los Angeles Convention Center. Hessels había producido algunos de los primeros experimentos en los campos de transmisión en línea y medios locativos y posee cuatro patentes para GPSFilm.
También produjo algunos experimentos en los campos de transmisión en línea y medios locativos, y ha mezclado el cine con una gama de tecnologías emergentes, que incluyen sensores computacionales, robótica, el sistema mencionado anteriormente (GPSFilm) y formas alternativas de interactividad. Sus trabajos basados en datos han incluido alianzas con organizaciones clave de ciencia y gobierno.
Hessels estudió y enseñó en el programa Design Media Arts de la UCLA, y posteriormente cinco años en la Escuela de Diseño de Arte y Medios de la Universidad Tecnológica de Nanyang, en Singapur. Y ahora es Profesor Asociado en la Escuela de Medios Creativos en City University of Hong Kong. También es productor ejecutivo del Programa de Ambientes Extremos de City Unviersity, que organiza expediciones a sitios ambientalmente significativos, y donde equipos de estudiantes interdisciplinarios recopilan datos y interpretan sus hallazgos como obras de arte de nuevos medios en exhibiciones públicas. Ha producido y dirigido expediciones de arte y ciencia a la Antártida, el Tíbet, Hainan (China), el desierto de Mojave (EE. UU.) y redes de cuevas remotas en Vietnam.
Desde 1987 hasta 2004 fue miembro fundador, productor y escritor de Damaged Californians, un colectivo de video, cine y performance con sede en Los Ángeles. También, produciendo con P. James Keitel, lanzaron varios vídeos artísticos de formato corto, largometrajes y documentales experimentales, se presentaron en eventos en vivo en Los Ángeles y produjeron trabajos en línea innovadores.

## Nine Lives, la primera película
Nine Lives (2008) es la primera película hecha específicamente para el sistema de película GPS y está dirigida por el cineasta singapurense Kenny Tan. Está disponible en la plataforma GPS Film, de forma gratuita.
Inicialmente, solo iba a estar disponible para la forma de ver el GPS, pero los creadores han afirmado que están planteando la posibilidad de ofrecer la película en línea, como en YouTube, por ejemplo, porque les otorgaría la posibilidad de ser vistos en festivales, así como de realizar estrenos.

#### Sinopsis
Nine Lives se trata de una comedia de identidad errónea que se desarrolla a medida que el espectador explora nueve vecindarios en el centro de Singapur. Cada uno de los nueve vecindarios cuenta una parte diferente de la historia de cómo un intercambio confuso de 3 bolsas de lona en un tren público hace que un empleado de oficina huya tanto de la policía como de una pandilla de delincuentes.

#### ¿Cómo se hizo?
Desde un punto de vista tecnológico, la película se filmó en HDV (1K de alta definición) utilizando cámaras Canon H1, y el resto del equipo (grúas, plataformas rodantes, luces) eran todos equipos de equipo de película estándar.
Y sobre la estructura que siguió mientras se grababa, el guion se manejó desde un punto de vista muy poco clásico, ya que la historia sigue una estructura no lineal, sin el patrón de causa y efecto, e incluye muchos flashbacks. Debido a este hecho, los flashbacks situados como los más tempranos en el tiempo se filmaron primero y luego fueron avanzando hasta el presente, para que fuera más fácil para el equipo y los actores comprender el hilo de la historia y cómo se desarrollaba.
La película está dividida en nueve partes, y cuenta con diez minutos para cada vecindario. Entonces, para calcular cuánto se tardaría en ir de un vecindario a otro, parte del equipo de la película hizo la ruta, primero caminando, luego en un taxi y luego cogiendo el autobús.

## Impacto social del sistema GPS Film
Esta forma tecnológica innovadora de producir películas no ha creado un gran impacto social debido a que todavía debe simplificarse. Es decir, ha sido catalogado como un buen sistema y como una idea original, pero no ha resultado muy práctico. Eso se debe a que la cantidad de películas que se pueden ver a través de esta experiencia está limitada por el lugar donde estés, y eso supone un gran inconveniente y una gran limitación espacial.
A pesar de esto, los comentarios sobre la película Nine Lives han sido muy buenos, según Scott Hessels, quien dijo en una entrevista: 

Singapur adora sus juguetes, es un país técnicamente inteligente y muy abierto a las nuevas tecnologías. Los correos que hemos recibido reflejan una muy buena respuesta. Los espectadores son un grupo bastante reducido y exclusivo del mundo audiovisual, pero las personas que juegan con el código fuente están en el nivel universitario . Son niños jugando con la plantación de vídeo en espacios y descubriendo nuevas versiones narrativas para ello.

De todos modos, el futuro de este sistema es todavía impredecible.